# Atea
Atea là một đô thị ở tỉnh Zaragoza, cộng đồng tự trị Aragon của Tây Ban Nha. Đô thị này có diện tích 34,68 km² và dân số 180 người (INE 2004), với mật độ dân số 5,19 người/km². Đô thị này nằm ở độ cao 842 m trên mực nước biển.

## Biến động dân số
| 1991 | 1996 | 2001 | 2004 |
| ---- | ---- | ---- | ---- |
| 277  | 251  | 206  | 180  |